# Брус Кулик
Брус Хауард Кулик (енгл. Bruce Howard Kulick; 12. децембра 1953, Њујорк) амерички је рок-гитариста. Свирао је у бендовима Кис (од 1984. до 1996.) и Гранд фанк рејлроуд.